# Интернет точка за обмен
Интернет точка за обмен или интернет борса (IX или IXP) е физическата инфраструктура, чрез която доставчиците на интернет услуги (ISP) и мрежите за доставяне на съдържание (CDN) обменят директно интернет трафик помежду си.
IXP намаляват частта от трафика на интернет доставчика, която трябва да бъде доставена чрез доставчици по-нагоре в Интернет йерархията (Tier 2 и Tier 1), като по този начин намалява средната цена за доставка на бит на тяхната услуга. Освен това, увеличеният брой пътища, достъпни през IXP, подобрява ефективността на маршрутите и толерантността. IXP показват характеристики на т.нар. от икономистите „мрежов ефект“. 

## Функция
Основната цел на IXP е да позволи на мрежите да се свързват директно чрез обмен между участниците, а не чрез една или повече мрежи на трети страни. Основните предимства на директната връзка са цена, латентност и честотна лента. 
Трафикът, преминаващ през борса, обикновено не се таксува от никоя страна, докато трафикът към доставчика на интернет чрез доставчик който е по-нагоре в йерархията (Tier 2 и Tier 1 доставчици) се таксува.  Директната свързаност, най-често разположена в един и същи град и за двете мрежи, предотвратява необходимостта данните да пътуват до други градове (потенциално на други континенти), за да стигнат от една мрежа до друга, като по този начин намаляват закъснението при трафика на данни. 
Третото предимство, скоростта, е най-забележимо в райони, които имат слабо развити връзки на далечни разстояния. Интернет доставчиците в тези региони може да трябва да плащат между 10 или 100 пъти повече за транспорт на данни, отколкото доставчиците на интернет в Северна Америка, Европа или Япония. Следователно тези интернет доставчици обикновено имат по-бавни и по-ограничени връзки с останалата част от Интернет. Връзката с локален IXP обаче може да им позволи да прехвърлят данни без ограничение и без разходи, значително подобрявайки честотната лента между клиентите на двата съседни доставчика на интернет услуги. 

## Начин на действие
Типичният IXP се състои от един или повече мрежови комутатори, към които се свързва всеки от участващите доставчици на интернет услуги. Преди съществуването на превключватели, IXP-тата обикновено използваха влакнооптични междупистови връзки (FOIRL) хъбове или Fibre Distributed Data Interface (FDDI) пръстени, мигриращи към Етернет и FDDI превключватели, като тези станаха достъпни през 1993 и 1994.
Превключвателите на асинхронния режим на трансфер (ATM) са използвани за кратко при няколко IXP в края на 90-те, което представляваше приблизително 4% от пазара в своя връх и имаше опит на Стокхолм IXP NetNod да използва SRP / DPT, но Етернет преобладава, което представлява повече от 95% от всички съществуващи тъкани за обмен на интернет. Всички скорости на Етернет порт могат да бъдат намерени в съвременни IXPs, вариращи от 10 Mb / на секунда, използвани в малки IXP-та на развиваща се страна, до портове от 10 Gb / на секунда в големи центрове като Сеул, Ню Йорк, Лондон, Франкфурт, Амстердам, и Пало Алто. Портове със 100 Gb / секунда са налични например в AMS-IX в Амстердам и в DE-CIX във Франкфурт.
Има пет типа бизнес модели за IXP: 
- Организация с идеална цел
- Асоциация на доставчиците на интернет услуги
- Неутрален-оператор за компания на печалба
- Университети или държавни агенции
- Неформална мрежова асоциация

Техническата и бизнес логистиката на обмена на трафик между доставчиците на интернет услуги се уреждат по взаимни пиъринг споразумения. Според такива споразумения трафикът често се обменя без компенсации. Когато един Интернет ексчейндж има оперативни разходи, те обикновено се споделят между всички негови участници.
При по-скъпите борси участниците плащат месечна или годишна такса, обикновено определена от скоростта на порта или портовете, които използват. Таксите въз основа на обема на трафика са по-рядко срещани, защото осигуряват противодействие на растежа на борсата. Някои борси начисляват такса за настройка, за да компенсират разходите на порта за превключване и всякакви мултимедийни адаптери (гигабитни интерфейсни преобразуватели, малки приемо-предаватели с форма на фактор, предаватели XFP, XENPAK и др.), които новият участник изисква.

## Обмен на трафик
Обменът на интернет трафик между двама участници на борсата се улеснява от маршрутизационните конфигурации на Border Gateway Protocol (BGP) между тях. Те избират да обявят маршрути чрез връзката peering – или маршрути до техните собствени адреси, или маршрути до адреси на други доставчици на интернет услуги, към които те се свързват, вероятно чрез други механизми. След това другата страна на пиъринга може да приложи филтриране на маршрута, където решава да приеме тези маршрути и съответно маршрутизира трафика или да игнорира тези маршрути и да използва други маршрути, за да достигне до тези адреси.
В много случаи ISP ще има както пряка връзка към друг ISP и ще приеме маршрут (обикновено се игнорира) към другия ISP през IXP; ако директната връзка не успее, след това трафикът ще започне да тече през IXP. По този начин IXP действа като резервна връзка.
Когато тези условия са изпълнени и съществува договорна структура за създаване на пазар за закупуване на мрежови услуги, IXP понякога се нарича „транзитна борса“. Ванкувърската транзитна борса, например, се описва като „търговски център“ на доставчици на услуги на едно централно място, което улеснява превключването на доставчиците, „толкова лесно, колкото да получите VLAN на нов доставчик“.  VTE се управлява от BCNET, публично образувание.
Привържениците на зелените широколентови схеми и по-конкурентоспособните далекосъобщителни услуги често се застъпват за агресивно разширяване на транзитните обмени във всяка общинска мрежа, така че конкурентните доставчици на услуги да могат да поставят такова оборудване като видео по поръчка и PSTN превключватели за обслужване на съществуващо телефонно оборудване, без да отговарят на никое монопол на действащия.

## IXP асоциации, общност и федерация
Euro-IX (Европейска асоциация за обмен на интернет), първата асоциация на пунктове за обмен на интернет, е създадена през май 2001 г.  Федерацията за обмен на интернет (IX-F), която включва Euro-IX, APIX (Азиатско-тихоокеанската асоциация за обмен на интернет) и LAC-IX (Асоциация за обмен на интернет в Латинска Америка и Карибите) е създадена през ноември 2012 г.  Африканската асоциация за обмен на интернет (Af-IX) се присъедини към Федерацията за обмен на интернет на 7 октомври 2014 г.
- Списък на пунктовете за обмен на интернет
- Списък на интернет пунктовете за обмен по размер
- Колокационен център
- Клирингова къща
- Маршрут сървър
- Исторически IXP
  - Комерсиален интернет eXchange (CIX)
  - Федерална интернет борса (FIX)
  - Точка за достъп до мрежата (NAP)